# ハプログループM8 (mtDNA)
ハプログループM8はハプログループMをベースとしてA4715G、C7196a、G8584A、A15487t、T16298CというSNPを有するヒトのミトコンドリアDNAハプログループである。

## 分布
ハプログループM8はA248dというSNPを有するサブクレード（CZ）とG16319AというSNPを有するサブクレード（M8a'b）とに大別できる。CZのサブクレードであるハプログループCとハプログループZは広く分布しているが、M8a'bの分布は主に東アジアに限られている。

## 下位系統
- M8 (A4715G、C7196a、G8584A、A15487t、T16298C)
  - CZ (M8+A248d)
    - C
    - Z

  - M8a'b (M8+G16319A)
    - M8a (M8+G16319A+G6179A+C8684T+T14470C)
      - M8a1 (M8a+A8453G+G15047A+G15148A+G15355A+T15697C)
        - M8a1a (M8a1+T6719C) 日本[1]（愛知県[2]、近畿地方・計0.1%[3]）
        - M8a1b (M8a1+A3744G) ロシア（ウデヘ[2]）

      - M8a2'3 (M8a+C16184T) 日本（愛知県等[2]）
        - M8a2 (M8a+C16184T+C2835T) 中国[2]、台湾（客家[2]）、日本（東北地方等・計0.6%[3]）
          - M8a2+T152C! 台湾[2]、日本（千葉県[2]）
            - M8a2+T152C!+A12530G 中国（ウイグル族[2]）
            - M8a2b (M8a2+T152C!+C4670T+T6671C+A13050G) 日本[1]（北海道・東北・中部北陸・計0.3%[3]、東京都・愛知県等[2]）、中国[1]（貴州省ミャオ族・河南省漢族・山東省等[2]）
              - M8a2b1 (M8a2b+C9301T) 中国[2]
              - M8a2b2 (M8a2b+G12192A) ロシア（ナナイ・ウリチ[2]）
              - M8a2b3 (M8a2b+T16311C!) 中国[2]、タイ王国（バンコク[2]）
              - M8a2b4 (M8a2b+T9813d)

          - M8a2+T16189C!
            - M8a2a (M8a2+T16189C!+G11176A)
              - M8a2a2 (M8a2a+A11923G) 中国[2]
              - M8a2a+G16473A タイ王国（タイユアン族[2]）
                - M8a2a1 (M8a2a+G16473A+G16470A+G16471A) 日本[1]（中部北陸地方・計0.1%[3]）
                  - M8a2a1a (M8a2a1+T16468C)
                    - M8a2a1a1 (M8a2a1a+A3714G) 中国（貴州省ミャオ族[2]）
                      - M8a2a1a1a (M8a2a1a1+T6216C) 中国（湖北省武漢市漢族・湖南省[2]）
                        - M8a2a1a1a1 (M8a2a1a1a+T16443C) タイ王国（タイユアン族・パローン族[2]）、ラオス[1]

                      - M8a2a1a1b (M8a2a1a1+T146C!) 中国（福建省[2]）、台湾[2]、タイ王国（セク族[2]）、シンガポール[2]

                  - M8a2a1b (M8a2a1+T2759C) タイ王国（北タイ人[2]）、中国（貴州省ミャオ族等[2]）
                  - M8a2a1c (M8a2a1+T7319C) 中国[2]、台湾[2]、シンガポール[2]
                  - M8a2a1d (M8a2a1+A8245G) 台湾[2]、中国[2]
                  - M8a2a1e (M8a2a1+C5060T) 中国（江蘇省[2]）、ロシア（カバルダバルカル共和国アディゲ[2]）

          - M8a2c (M8a2+A15244G) 日本（中部北陸地方・計0.2%[3]）、中国[2][1]
            - M8a2c1 (M8a2c+T3290C) 日本[1]（東京都・愛知県[2]）、中国[1]（福建省漢族[2]）
              - M8a2c1a (M8a2c1+G2056A) イラン[1]

          - M8a2d (M8a2+A234G+T9861C+G10646A+T12375C+C13993T) 中国[1]（青島市漢族[2]）
          - M8a2e (M8a2+G15217A) 台湾[1]（漢族・アミ族等[2]）、中国[1]、シンガポール[2]
          - M8a2f (M8a2+G15734A) 中国（黒竜江省ダウール族・河南省[2]）、ロシア（テレウト[2]）
          - M8a2g (M8a2+A16302C)
          - M8a2h (M8a2+A12530G) 中国（ウイグル族[2]）
          - M8a2i (M8a2+A11392C) 韓国[1]

        - M8a3 (M8a+C16184T+C5100T) 中国（漢族 0.748%[4]、アルトゥシュ市キルギス族・黒竜江省[2]）、韓国[2]
          - M8a3a (M8a3+C16134T) 中国（浙江省等[2]）、韓国[2]
            - M8a3a1 (M8a3a+T9758C) 中国[1][2]（漢族 0.125%[4]）、日本[1]、アメリカ合衆国[2]
            - M8a3a2 (M8a3a+G3776A) 中国[2]、インドネシア（東ジャワ州[2]）
            - M8a3a3 (M8a3a+G13590A) ロシア（トゥルハンスクケット/ロシア人[2]）、台湾[2]、中国（漢族 0.046%[4]）
            - M8a3a4 (M8a3a+C7223T)
            - M8a3a5 (M8a3a+C7667T)

          - M8a3b (M8a3+T13488C) 中国[2]（漢族 陝西省1人・山西省1人・湖北省1人・河南省1人・河北省1人・浙江省1人・江蘇省1人・計0.032%[4]）
            - M8a3b1 (M8a3b+T146C!) 中国（河南省漢族[2]）
              - M8a3b1a (M8a3b1+G5237A) ロシア（トファ人・クシュン村ブリヤート[2]）
              - M8a3b1b (M8a3b1+C9371T) 中国[2]（湖北省漢族1人・河北省漢族1人・計0.009%[4]）

            - M8a3b2 (M8a3b+A13528G) 中国（貴州省ミャオ族等[2]）
            - M8a3b3 (M8a3b+A5402G) 中国（黒竜江省ダウール族[2]）
              - M8a3b3a (M8a3b3+T7302G) 中国（貴州省ミャオ族・広東省[2]）

    - M8b 中国[1]